# Partito Grande Romania
Il Partito Grande Romania (in romeno Partidul România Mare, PRM) è un partito politico romeno conservatore e nazionalista fondato nel 1991.
In sede europea ha aderito al gruppo Identità, Tradizione, Sovranità. Nel 2004 ha richiesto di congiungersi col Partito Popolare Europeo, ma la proposta è stata rifiutata.
N'è stato presidente Corneliu Vadim Tudor fino alla morte avvenuta nel 2015.

## Storia

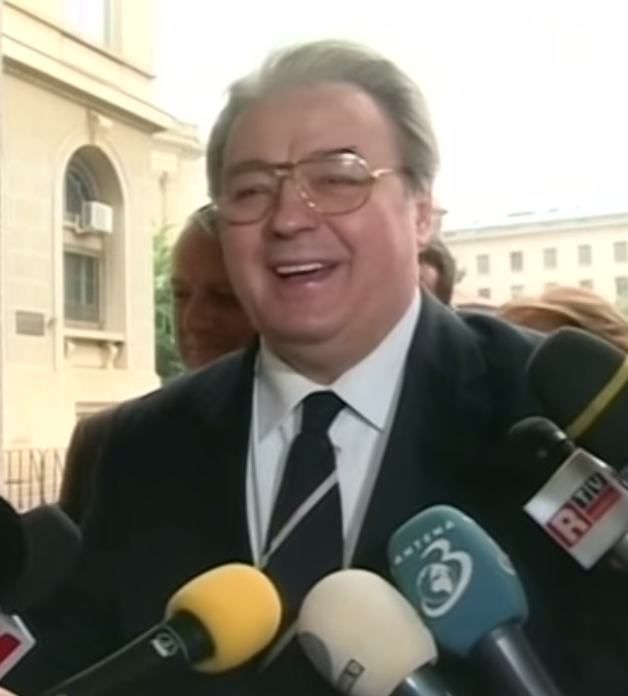
Corneliu Vadim Tudor durante la campagna presidenziale del 2014

Il Partito Grande Romania è stato fondato nel giugno 1991. La personalità dominante (e per lunghi tratti anche suo presidente) è stato fin dall'inizio Corneliu Vadim Tudor.
Il partito ha inizialmente vissuto una continua ripresa negli anni '90. Nel 1994/95 è stato coinvolto anche nel governo del premier socialdemocratico Nicolae Văcăroiu.
Nel 2000, il Partito Grande Romania è diventato il secondo partito più grande del Parlamento rumeno. Allo stesso tempo, Corneliu Vadim Tudor ha ottenuto al primo turno delle elezioni presidenziali il 28,3% dei voti ed è quindi arrivato secondo, ma è stato nettamente sconfitto al ballottaggio dall'ex comunista e socialdemocratico Ion Iliescu con il 33,2% contro il 66,8%.
All'inizio del 2004, Tudor annunciò pubblicamente la sua trasformazione da antisemita a filosemita e assunse consulenti d'immagine israeliani come gestori della campagna.
Da allora, il sostegno degli elettori al partito è diminuito.
Per alcuni mesi nel 2005 il partito si chiamò Partito Popolare Grande Romania (PPRM, Partidul Popular România Mare), ma riassunse poi il suo vecchio nome.
Dopo l'adesione della Romania all'Unione europea nel gennaio 2007, il Partito Grande Romania ha inviato cinque rappresentanti al Parlamento europeo. Al Parlamento europeo gli europarlamentari del PRM si sono uniti al gruppo Identità, Tradizione, Sovranità insieme ai parlamentari estremisti di destra di altri paesi. Tuttavia, questo gruppo si è sciolto nuovamente nel novembre 2007, quando gli europarlamentari rumeni lo hanno lasciato a causa delle tensioni con i colleghi italiani. 
Nel novembre 2008, il PRM ha ottenuto un numero di voti basso alle elezioni parlamentari e non è riuscito a rientrare in parlamento. Il partito si è anche ritirato dal Parlamento europeo dopo le elezioni suppletive europee in Romania del 25 novembre 2007. Tuttavia, nelle nuove elezioni del 7 giugno 2009, è riuscito a rientrare al Parlamento europeo con l'8,7% dei voti, dove ha inviato tre europarlamentari, che però non furono rieletti nel 2014.
Sebbene nel 2013 alcuni membri abbiano tentato di deporre Corneliu Vadim Tudor dalla carica di presidente del partito, il 28 novembre 2014 è stato reintegrato in questa posizione dal tribunale.

## Struttura

### Presidente
- Corneliu Vadim Tudor (1991–2015)
- Emil Străinu (2015–2016)
- Victor Iovici (dal 2017)

### Portavoce
- Florin Zamfirescu (dal 2016)

## Risultati elettorali
| Elezione          | Elezione     | Voti      | %     | Seggi    |
| ----------------- | ------------ | --------- | ----- | -------- |
| Parlamentari 1992 | Camera       | 422.136   | 3,89  | 16 / 341 |
| Parlamentari 1992 | Senato       | 422.545   | 3,85  | 6 / 143  |
| Parlamentari 1996 | Camera       | 546.430   | 4,46  | 19 / 343 |
| Parlamentari 1996 | Senato       | 558.026   | 4,54  | 8 / 143  |
| Parlamentari 2000 | Camera       | 2.112.027 | 19,48 | 84 / 345 |
| Parlamentari 2000 | Senato       | 2.288.483 | 21,01 | 37 / 140 |
| Parlamentari 2004 | Camera       | 1.316.751 | 13,0  | 48 / 332 |
| Parlamentari 2004 | Senato       | 1.394.698 | 13,6  | 21 / 137 |
| Europee 2007      | Europee 2007 | 212.596   | 4,15  | 0 / 35   |
| Parlamentari 2008 | Camera       | 217.595   | 3,15  | 0 / 334  |
| Parlamentari 2008 | Senato       | 245.930   | 3,57  | 0 / 137  |
| Europee 2009      | Europee 2009 | 419.094   | 8,65  | 3 / 33   |
| Parlamentari 2012 | Camera       | 92.382    | 1,25  | 0 / 412  |
| Parlamentari 2012 | Senato       | 109.142   | 1,47  | 0 / 176  |
| Europee 2014      | Europee 2014 | 150.484   | 2,7   | 0 / 32   |
| Parlamentari 2016 | Camera       | 73.264    | 1,04  | 0 / 329  |
| Parlamentari 2016 | Senato       | 83.568    | 1,18  | 0 / 136  |

| Elezione           | Elezione | Candidato            | Voti      | %     | Esito                |
| ------------------ | -------- | -------------------- | --------- | ----- | -------------------- |
| Presidenziali 1996 | I turno  | Corneliu Vadim Tudor | 597.508   | 4,72  | ❌ Non eletta/o (5º) |
| Presidenziali 2000 | I turno  | Corneliu Vadim Tudor | 3.178.293 | 28,34 | ❌ Non eletta/o (2º) |
| Presidenziali 2000 | II turno | Corneliu Vadim Tudor | 3.324.247 | 33,17 | ❌ Non eletta/o (2º) |
| Presidenziali 2004 | I turno  | Corneliu Vadim Tudor | 1.313.714 | 12,6  | ❌ Non eletta/o (3º) |
| Presidenziali 2009 | I turno  | Corneliu Vadim Tudor | 540.380   | 5,56  | ❌ Non eletta/o (4º) |
| Presidenziali 2014 | I turno  | Corneliu Vadim Tudor | 349.416   | 3,68  | ❌ Non eletta/o (7º) |